# Louis Ernst (Kommerzienrat)
Franz Louis Ernst (* 12. Februar 1863 in Ellefeld; † 1941 Dresden) war ein deutscher Bankkaufmann und Lokalpolitiker.

## Leben und Wirken
Er war der Sohn des in Falkenstein/Vogtl. wohnenden Webermeisters Karl August Ernst († 1883) und dessen späterer Ehefrau Auguste Wilhelmine Seidel. Nach dem Besuch der Bürgerschule schlug Ernst eine Berufsausbildung im Bankgeschäft ein und ließ sich später als Bankkaufmann in Dresden nieder. Dort heiratete er 1886 Ernestine Adelheid Rothof (1876–1938). Louis wurde Prokurist und Direktor des Dresdner Bankvereins, Mitglied des Vorstandes der Mitteldeutschen Privat-Bank sowie Aufsichtsrat zahlreicher industrieller Unternehmungen und in den Stadtrat von Dresden gewählt. Er wurde zum Königlich Sächsischen Geheimen Hofrat und Kommerzienrat ernannt. Ab 1911 war Ernst hauptsächlich in der Industrie tätig. Außerdem wurde er Ehrenmitglied des Sächsischen Roten Kreuzes und anlässlich seines 70. Geburtstages Ehrensenator der Technischen Hochschule Dresden, nachdem ihm bereits der Titel Dr.-Ing. h. c. verliehen worden war. 
Er liegt auf dem Johannisfriedhof in Dresden-Tolkewitz begraben.